# Remigiusz Kranc
Remigiusz Kranc, właściwie Bolesław Kranc (ur. 1 listopada 1910 w Krośnie - zm.  5 stycznia 1977 w Krakowie) – polski ksiądz rzymskokatolicki, kapucyn, organizator i dowódca polskiej samoobrony w Ostrogu na Wołyniu, więzień sowieckich łagrów, przełożony prowincji krakowskiej kapucynów.  
Syn Jana i Anieli z d. Przybyła. W 1926 r. wstąpił do klasztoru kapucynów w Sędziszowie Małopolskim. Po ukończeniu studiów teologicznych w Krakowie przyjął 29 czerwca 1933 r. święcenie kapłańskie. W latach 1933–1934 uczył w seminarium kapucynów w Rozwadowie, w latach 1934-1936 prowadził budowę kościoła i klasztoru w Drohobyczu. Następnie pracował w parafii Lwów-Zamarstynów. W 1939 r. został skierowany do odzyskanego przez kapucynów klasztoru w Ostrogu nad Horyniem, skasowanego przez władze rosyjskie po Powstaniu Listopadowym. Tutaj został kapelanem stacjonujących w Ostrogu oddziałów Wojska Polskiego - 19 Pułku Ułanów Wołyńskich i batalionu Korpusu Ochrony Pogranicza. 
W czasie II wojny światowej współpracował z Armią Krajową. Udzielał pomocy Polakom z okolicznych wsi, którzy chronili się w Ostrogu przed atakami nacjonalistów ukraińskich z OUN-UPA Na początku 1944 r. wobec braku oddziałów AK (odeszły one z tego terenu do tworzącej się 27 Wołyńskiej Dywizji Piechoty AK) stanął na czele polskiej samoobrony miasta. Zorganizował dwa punkty obrony. Jednym, w którym schroniło się ok. 6000 Polaków, był kościół i klasztor kapucyński, drugim, z 1100 osobami, więzienie miejskie. Obrońcy uzbrojeni byli w broń porzuconą przez Niemców, którzy wycofali się z miasta. Nad klasztorem wisiały polska flaga i obraz Matki Bożej Częstochowskiej. Obronę zasiliła polska samoobrona z Ożenina, która przybyła tu pod dowództwem innego kapucyna, dr Gabriela Banasia. 
Po wkroczeniu do Ostroga Sowietów obrońcy złożyli broń, a część z nich, ratując się przed wcieleniem w szeregi  Armii Czerwonej, wstąpiła do 2 Armii Wojska Polskiego. O. Remigiusz Kranc w uznaniu zasług został mianowany zastępcą wojennego komendanta miasta. Następnie udał się do Lublina, gdzie spotkał się generałem Zygmuntem Berlingiem oraz z Andrzejem Witosem, ministrem reform rolnych, omawiając z nimi dalszy los ocalałej na Wołyniu polskiej ludności. Po powrocie objął administrację parafii w Ostrogu. Interweniował u władz sowieckich, gdy te zaczęły zsyłać Polaków z Ostroga na Ural. 13 stycznia 1945 r. został aresztowany przez NKWD, które w ten sposób chciały zastraszyć ludność polską. Skazano go na zsyłkę do łagru na Kołymie, gdzie przez 3 lata pracował niewolniczo w kopalni złota. 
W 1948 r. powrócił do Polski, pełniąc funkcję rektora kaplicy z Skomielnej Czarnej, a w latach 1950-1956 ministra (prowincjała) prowincji krakowskiej zakonu kapucynów. W następnych latach pracował na różnych stanowiskach w klasztorach w Tenczynie (gdzie prowadził budowę kościoła i klasztoru), Gdańsku, Pile, Gorzowie Wielkopolskim i Wałczu. Pochowany został na Cmentarzu Rakowickim w Krakowie.
Swoje wspomnienia ze zesłania zawarł w książce W drodze z Ostroga na Kołymę.

## Odznaczenia
- Krzyż Walecznych[6]
- Stopień kapelana majora od Federacji Alianckich Kombatantów w Europie[7]